# Eslohe (Sauerland)
Eslohe (Sauerland) is een plaats en gemeente in de Duitse deelstaat Noordrijn-Westfalen, gelegen in de Hochsauerlandkreis. De gemeente telt 8.787 inwoners (31 december 2020) op een oppervlakte van 113,35 km². De eigenlijke plaats Eslohe had medio 2009 2.952 inwoners. De gemeente is in 1975 ontstaan uit de toenmalige gemeenten Cobbenrode, Eslohe, Reiste en Wenholthausen.

## Museum
In Eslohe bevindt zich het Maschinen- und Heimatmuseum, een regionaal museum met een uitgebreide verzameling op het gebied van historische machines.

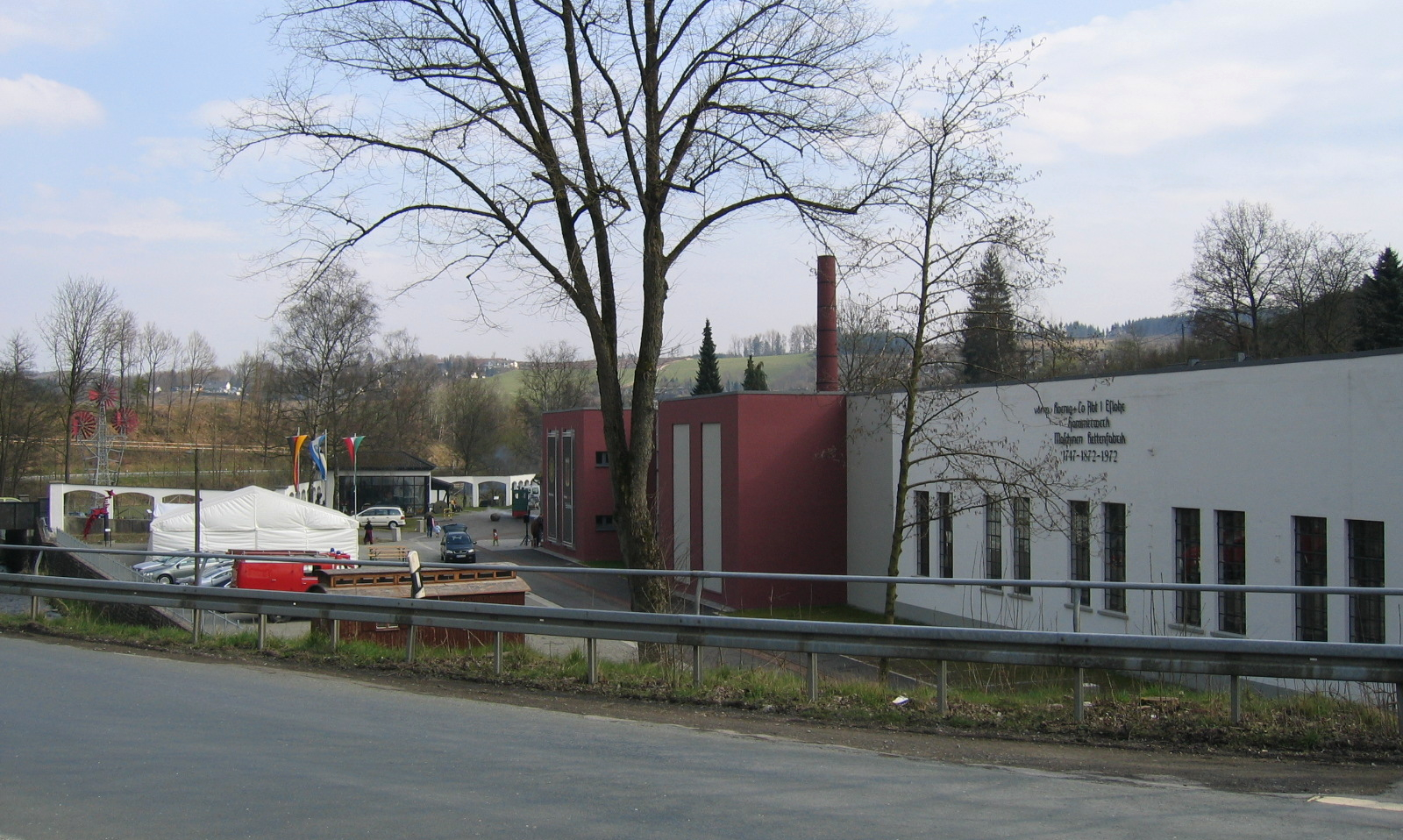
Maschinen- und Heimatmuseum
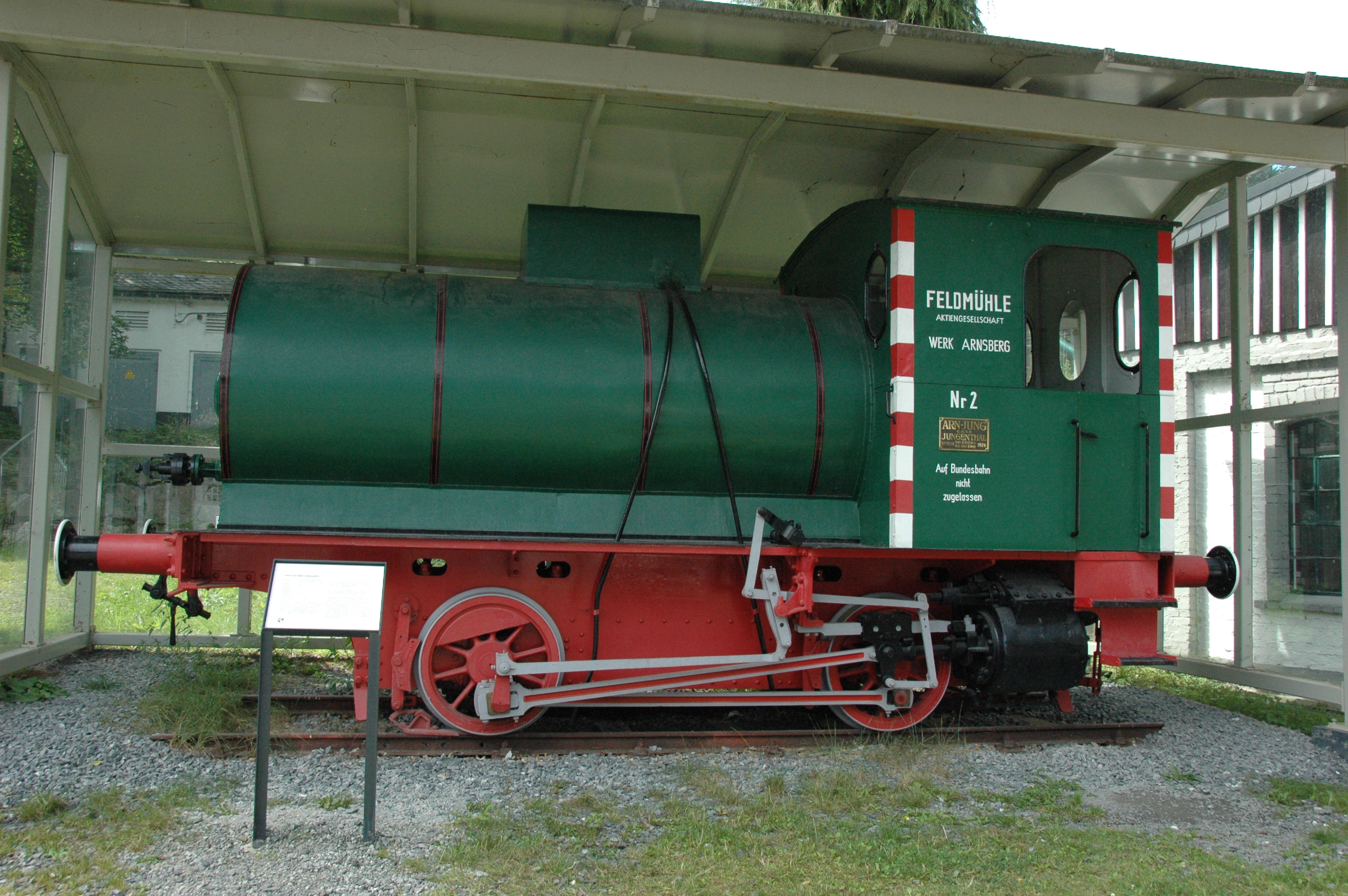
Vuurloze locomotief op het terrein van het museum

## Afbeeldingen

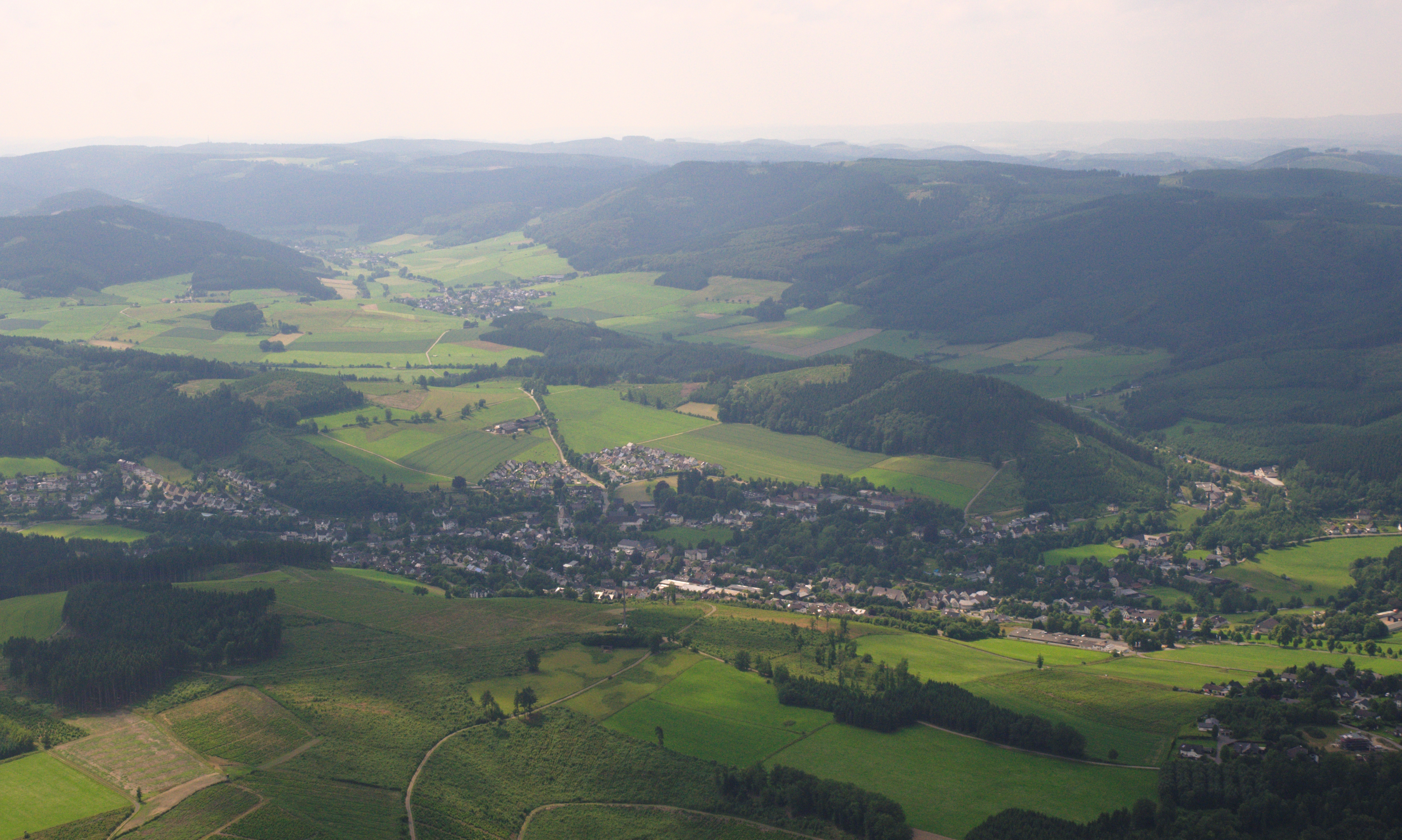
Gezicht op Eslohe
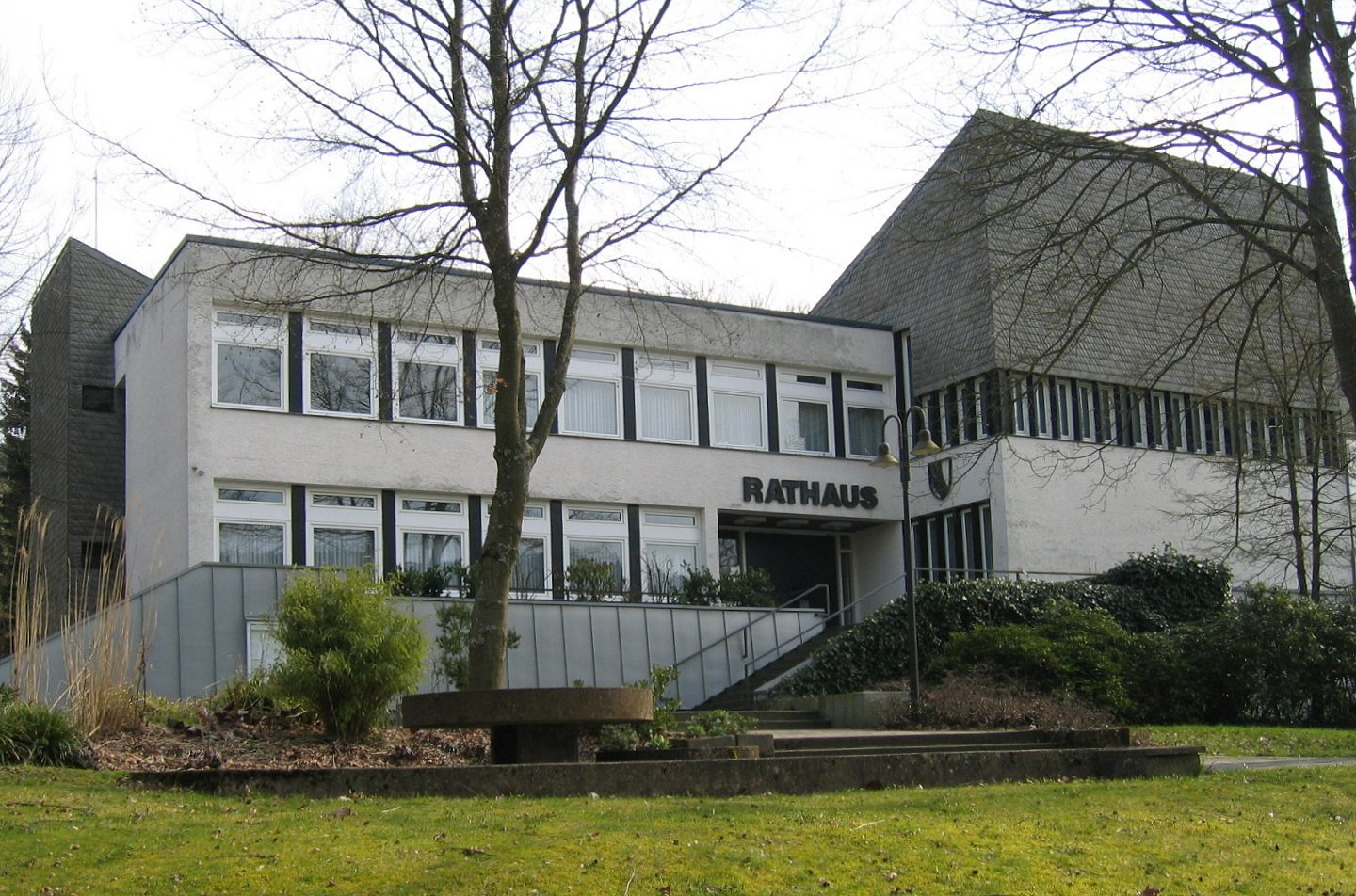
Gemeentehuis
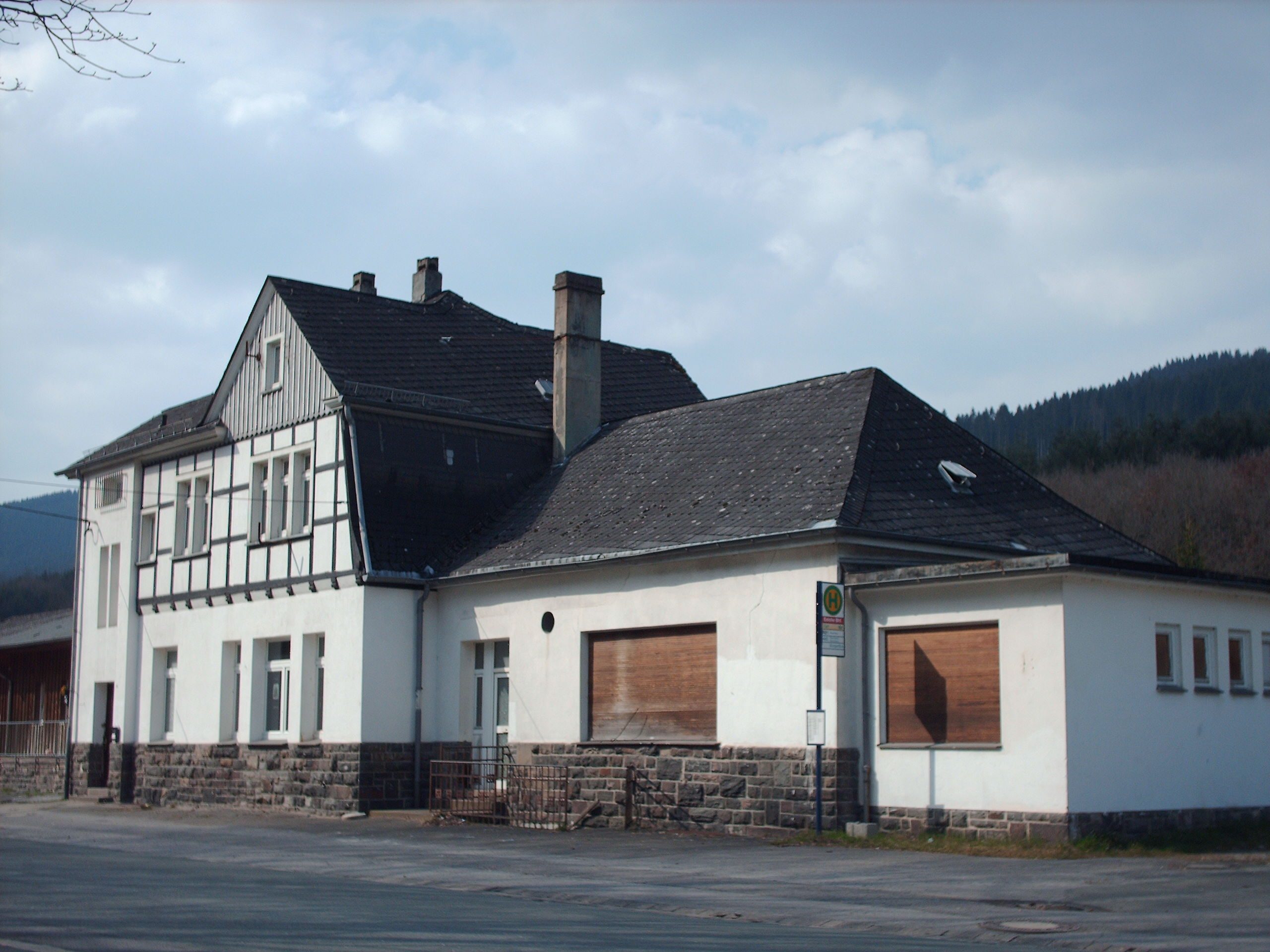
Voormalig station

## Noot
1. 1 2  (de)  Bevölkerung der Gemeinden Nordrhein-Westfalens am 31. Dezember 2020 – Fortschreibung des Bevölkerungsstandes auf Basis des Zensus vom 9. Mai 2011. Landesbetrieb Information und Technik Nordrhein-Westfalen (IT.NRW). Geraadpleegd op 21 juni 2021.
2. ↑  De officiële aanduiding van de gemeente is Eslohe (Sauerland), hoewel er geen andere gemeente of plaats Eslohe is.
3. ↑  Einwohnerzahlen, Gemeinde Eslohe (Sauerland)

Arnsberg · Bestwig · Brilon · Eslohe · Hallenberg · Marsberg · Medebach · Meschede · Olsberg · Schmallenberg · Sundern · Winterberg